# Cúc La Mã
Cúc La Mã, tên khoa học Matricaria chamomilla, là một loài thực vật có hoa trong họ Cúc. Loài này được Carolus Linnaeus miêu tả khoa học đầu tiên năm 1753.

## Phân bố

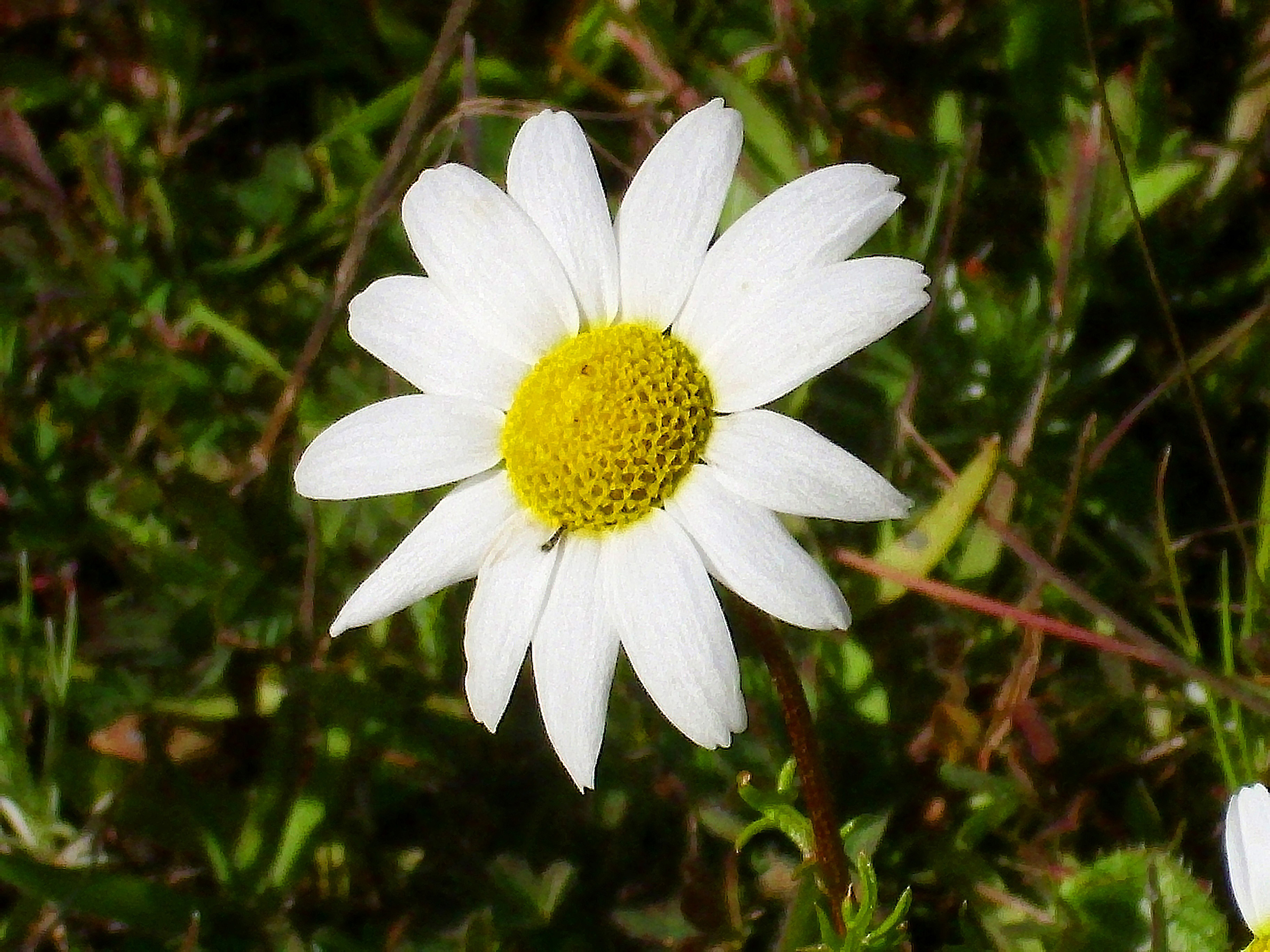
Hoa

M. chamomilla có thể được tìm thấy ở các vùng đông dân cư khắp châu Âu và vùng ôn đới của châu Á, và nó đã được du nhập rộng rãi vào các vùng ôn đới của Bắc Mỹ và Úc. Chúng thường mọc ven đường, quanh các bãi thải, và mọc trong những cánh đồng ở dạng cỏ dại, do hạt của chúng cần những vùng đất trống, thoáng để phát triển.

## Sử dụng

### Thảo dược

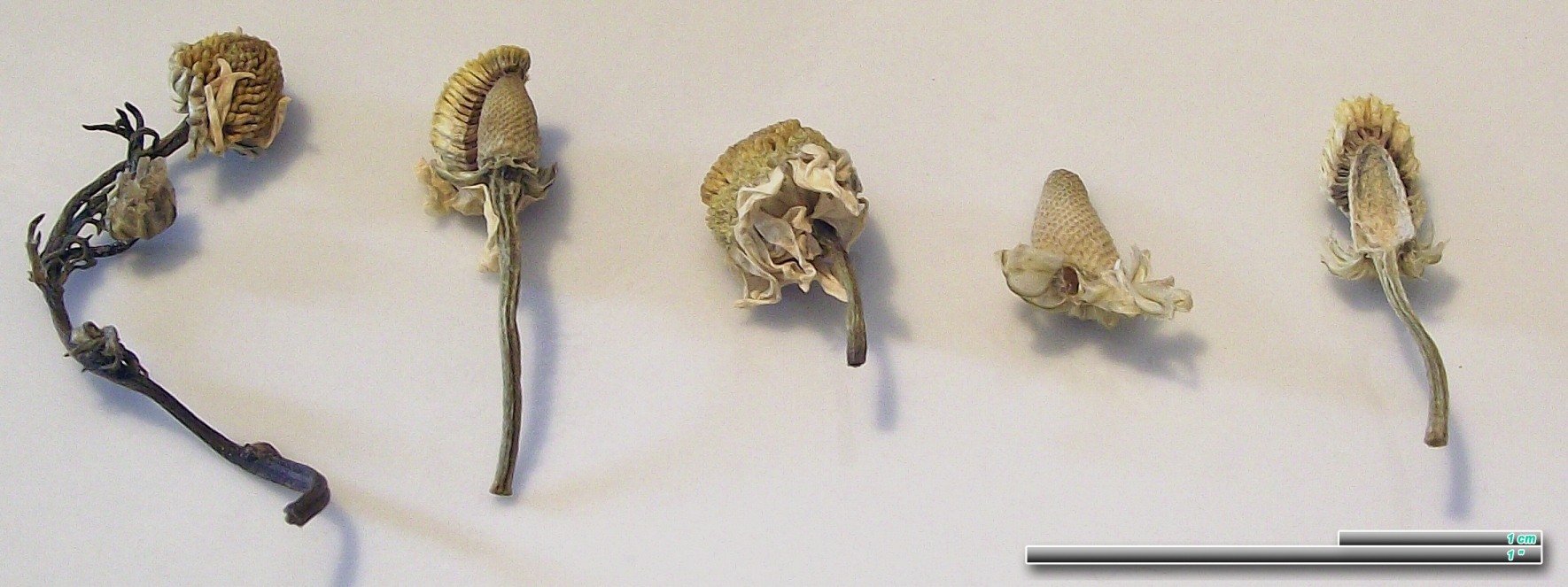
Matricariae flos: hoa M. chamomilla khô thường được dùng làm trà bông cúc

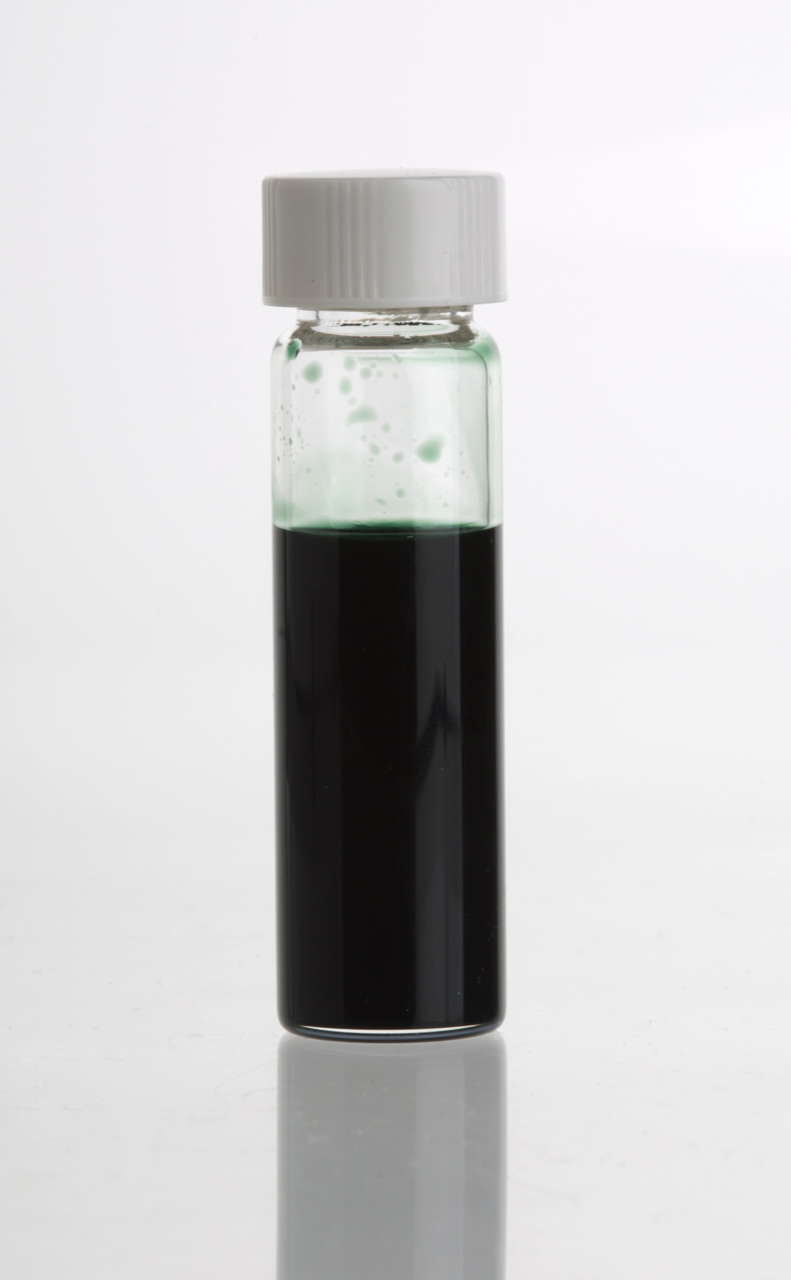
Tinh dầu Matricaria recutita

Cúc La Mã là một loại thảo dược dùng để trị các chứng đau bụng, thuốc nhuận tràng nhẹ, chống viêm và diệt khuẩn. Nó có thể được dùng làm trà bông cúc, chỉ cần 2 muỗng trà hoa cúc khô có thể pha thành một tách trà, hoa được ngâm trong nước nóng từ 10 đến 15 phút và có nắp đậy để tránh tinh dầu bay đi. Đối với chứng đau bụng, một số lời khuyên nên uống một tách trà vào mỗi sáng mà không cần ăn sáng trong vòng 2 đến 3 tháng.
Một trong những thành phần hoạt động của tinh dầu hoa cúc là chất terpene bisabolol. Các chất hoạt động khác gồm farnesene, chamazulene, các flavonoid (bao gồm apigenin, quercetin, patuletin và luteolin) và coumarin.

### Tác dụng phụ có thể
Cúc La Mã là nguồn cung cấp chamomile, họ hàng của Cỏ phấn hương, có thể gây ra các triệu chứng dị ứng và có thể phản ứng chéo với phấn hoa Cỏ phấn hương ở những người bị dị ứng với Cỏ phấn hương. Nó cũng chứa coumarin, vì vậy cần thận trọng để tránh khả năng tương tác thuốc, ví dụ như với chất chống đông máu.
Dù rất hiếm gặp, nhưng khi sử dụng một liều lớn chamomile có thể gây buồn nôn và ói mửa. Thậm chí hiếm gặp hơn nữa là phát ban. Thực tế đã ghi nhận một người đàn ông 38 tuổi từng bị dị ứng và sốc phản vệ sau khi uống trà cúc chamomile.

## Trồng trọt
Loại đất: Cúc La Mã sống trên nhiều loại đất, đặc biệt chúng thích hợp với loại đất cát, thoát nước tốt với độ pH trong khoảng 7,0-7,5 và chịu nắng.
Trồng trọt: Trong các khu vườn, cây trồng cách nhau 15–30 cm. Loài cúc này không cần một lượng phân lớn, nhưng cần phải kiểm tra chất đất và cần bón một ít phân NPK vào đất trước khi trồng.
Hàm lượng dinh dưỡng chính cần cho sự phát triển của cúc La Mã gồm:
- P = phosphor 2,000 ppm (0.2%)
- K = kali 10,000 ppm (1%)
- N = nitơ 8,500 ppm (0.85%)
- S = lưu huỳnh 1,000 ppm (0.1%)
- Ca = calci 5,000 ppm (0.5%)
- Mg = magiê 2,000 ppm (0.2%)

### Thu hoạch
Cây Cúc La Mã thường ra hoa 2 đến 3 lần mỗi năm. Điều này cũng được tính đến bởi nhiều vụ thu hoạch mỗi năm. Thời gian ra hoa là khoảng 50 đến 65 ngày trong khi quá trình phát triển của một bông hoa mất khoảng 20 đến 25 ngày. Ở châu Âu, thời gian ra hoa chinh thường là từ tháng 5 đến tháng 7.
Vụ thu hoạch bắt đầu bằng việc ra hoa đầy đủ. Việc lựa chọn ngày thu hoạch phù hợp là rất quan trọng đối với chất lượng của sản phẩm được thu hoạch. Đặc điểm chất lượng quan trọng nhất là hàm lượng tinh dầu trong nụ hoa, hàm lượng này tăng liên tục từ khi bắt đầu hình thành hoa và đạt đến mức tối đa khi các tia hoa nằm ngang hoặc chỉ hơi hướng xuống dưới. Do đó, vụ thu hoạch đã hết khi phần lớn các đầu hoa đã mở.